# Jaime Campmany y Díez de Revenga
Jaime Campmany y Díez de Revenga (Múrcia, 10 de maig de 1925 - Madrid, 13 de juny de 2005) va ser un periodista, novel·lista i poeta satíric espanyol.

## Biografia
Va estudiar Dret, Filosofia i Lletres en Múrcia. A Madrid va estudiar la carrera de Periodisme. Va ser col·laborador en Línea i La Verdad, de Múrcia, redactor de La Hoja del Lunes, Juventud, Haz, Ateneo i La Hora, i redactor de RNE (1955-1977). En 1953 ingressa a Arriba, diari de la FET y de las JONS, i en fou redactor entre 1957 i 1961, on va tenir la secció denominada El corbatín de papel. Més tard en seria director (1970-1971). Corresponsal a Roma de l'agència Pyresa (1964) i més tard director (1966-1970). En 1974 va ser designat President del Sindicat Nacional de l'Espectacle. Durant aquesta època, al febrer de 1975, els actors van iniciar la negociació d'un nou conveni que va desencadenar una vaga dels artistes; alguns van ser empresonats. Altres artistes van ser reprimits durant el seu mandat, com Joan Manuel Serrat, qui va ser expulsat de l'Agrupació Sindical de Circ, Varietats i Folklore del Sindicat Provincial de l'Espectacle, de Barcelona, ja que les declaracions del cantautor podrien perjudicar a la resta dels artistes espanyols que «només han d'actuar en una línia apolítica. Conforme a això és lloable proposar sancions segons el règim disciplinari, als artistes que atemptin a la idoneïtat professional».
Dirigí Carta de España (1974-1975) i va ser columnista habitual a ABC des de 1977 fins al mateix dia de la seva defunció per infart en 2005. També va tenir columnes a Informaciones, La Vanguardia de Barcelona i Hoja del Lunes de Madrid. Signava de vegades els seus articles amb un corbatí de paper. Va ser col·laborador en les revistes Blanco y Negro, Gaceta Ilustrada i Sábado Gráfico, i dirigí l'agència Beta Press en 1980. En 1985 fundà i dirigí fins al 2000, la revista Época. Va exercir com a professor de l'Escola Oficial de Periodisme i va dictar cursos Internacionals en Santander. Va ser conseller nacional de Premsa i membre de la seva comissió permanent. Era un habitual columnista no només <l diari ABC sinó també en tertúlies radiofòniques (RNE, Onda Cero, últimament la COPE). Va tenir la columna d' Escenas políticas a ABC, i la denominada Episodios Nacionales al setmanari conservador Época. Estava casat amb Concepción Bermejo i va tenir tres fills; Emilio Campmany, Beatriz Campmany i la poetessa Laura Campmany.
Les seves columnes, en les quals feia gala d'un estil marcadament satíric, eren tan admirades pels seus seguidors com injuriades pels seus detractors que ho consideraven molt ofensiu com va ocórrer, per exemple, quan va qualificar a la vaga general del 20 de juny de 2002 com «dels ganduls, que així perllonguen el seu llarg i subvencionat descans». En aquest sentit va estar diverses vegades processat per il·lícits relacionats amb l'honor, encara que més per la seva etapa al capdavant d'Època que per la seva columna d'ABC i en temes més propers al cor que a la política per les seves informacions sobre Alberto Alcocer o Marta Chávarri. Van ser també conegudes les seves discrepàncies amb l'historiador Javier Tusell, el periodista Juan Luis Cebrián i el també columnista Eduardo Haro Tecglen.
Entre altres premis,va obtenir el Jacinto Polo de Medina de poesia per Alerce, 1943, el Mariano de Cavia (1965) per l'article "César o nada", necrològica sobre el periodista, César González Ruano, el Premi Extraordinari de la Festa de les Lletres de Barcelona, el Nacional de Crítica de Teatre, el de Contes de la revista "Juventud", el Premi nacional extraordinari de periodisme (1966), el premi Jaime Balmes (1969), el premi Víctor de la Serna (1978), el premi Luca de Tena (1978) i el Premi César González-Ruano (1984).

## Obres
- Cartas batuecas
- Crónica del Guerra
- Doy mi palabra (1997)
- El jardín de las víboras, 1996.
- El Callejón del Gato. Retratos al vitriolo, 1998,
- Alerce, Premi Polo de Medina en 1943
- Lo fugitivo permanece.
- El libro de los romances
- Segundo libro de romances
- El rey en bolas y otros romances (1997).
- Romancero de la historia de España
- Jinojito el lila (1977)
- El pecado de los dioses (1998)
- La mitad de una mariposa (1999)
- El abrazo del agua (2000)